# Чемпіонат Союзної Республіки Югославія з футболу
Перша Ліга Союзної Республіки Югославія з футболу (серб. Прва лига СР Југославије у фудбалу) — була вищим футбольним дивізіоном в Союзній Республіці Югославія. Турнір був організований під егідою Футбольного союзу Югославії. Турнір проводився з 1993 року після розпаду СФРЮ і до 2003 року, коли замість Першої Ліги СРЮ була створена Перша Ліга Сербії та Чорногорії.
Перший чемпіонат оновленої Югославії стартував 1992 року та першим чемпіоном країни став белградський «Партизан». Всього ж було проведено 11 сезонів в яких 7 разів перемогу святкував «Партизан», 3 рази чемпіоном була «Црвена Звезда» і 1 раз «Обилич».

## Чемпіони та бомбардири
| Сезон   | Чемпіон       | Віце-чемпіон  | третє місце   | Найкращий снайпер                                         | Голи |
| ------- | ------------- | ------------- | ------------- | --------------------------------------------------------- | ---- |
| 1992-93 | Партизан      | Црвена Звезда | Воєводина     | Анто Дробняк (Црвена Звезда) Веско Михайлович (Воєводина) | 22   |
| 1993-94 | Партизан      | Црвена Звезда | Воєводина     | Саво Мілошевич (Партизан)                                 | 21   |
| 1994-95 | Црвена Звезда | Партизан      | Воєводина     | Саво Мілошевич (Партизан)                                 | 30   |
| 1995-96 | Партизан      | Црвена Звезда | Воєводина     | Воїслав Будимирович (Чукарички)                           | 23   |
| 1996-97 | Партизан      | Црвена Звезда | Воєводина     | Зоран Йовичич (Црвена Звезда)                             | 21   |
| 1997-98 | Обилич        | Црвена Звезда | Партизан      | Саша Маркович (Црвена Звезда)                             | 27   |
| 1998-99 | Партизан      | Обилич        | Црвена Звезда | Деян Османович (Хайдук)                                   | 16   |
| 1999-00 | Црвена Звезда | Партизан      | Обилич        | Матея Кежман (Партизан)                                   | 27   |
| 2000-01 | Црвена Звезда | Партизан      | Обилич        | Петар Дивич (ОФК Белград)                                 | 27   |
| 2001-02 | Партизан      | Црвена Звезда | Сартід        | Зоран Джурашкович (Младост (Лучани))                      | 27   |
| 2002-03 | Партизан      | Црвена Звезда | ОФК Белград   | Звонимир Вукич (Партизан)                                 | 22   |

| Клуб            | Число титулів | Сезони                                                        |
| --------------- | ------------- | ------------------------------------------------------------- |
| «Партизан»      | 7             | 1992/93, 1993/94, 1995/96, 1996/97, 1998/99, 2001/02, 2002/03 |
| «Црвена Звезда» | 3             | 1994/95, 1999/00, 2000/01                                     |
| «Обилич»        | 1             | 1997/98                                                       |